# Sri-Chinmoy-10- und 6-Tage-Lauf

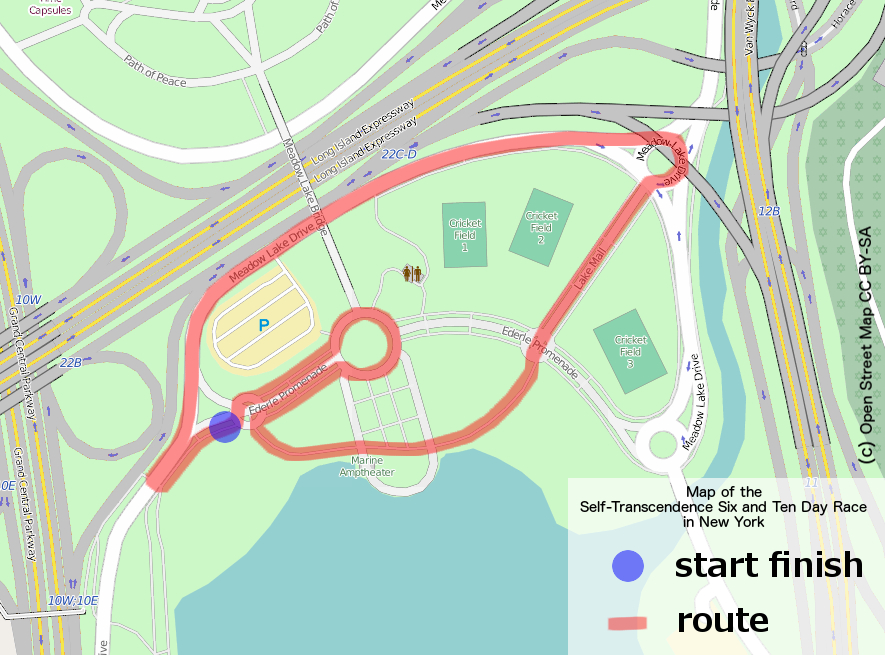
Karte

Der  Sri-Chinmoy-10- und 6-Tage-Lauf ist eine Ultramarathon-Laufverantstaltung, die im Flushing Meadows Corona Park im New Yorker Stadtteil Queens auf einer Rundstrecke von 1,6 Kilometern ausgetragen wird. Veranstalter ist das Sri-Chinmoy-Marathon-Team. Der Lauf findet jährlich im letzten Drittel des Monats April statt.

## Geschichte
Der erste Zehn-Tage-Lauf wurde 1996 veranstaltet. Seit 1998 wird auch der Sechs-Tage-Lauf ausgetragen. Im Mai 2021 fand das 6-Tage-Rennen zum ersten Mal an einem anderen Ort statt in Bulgarien, Sofia. Aufgrund der COVID-19-Pandemie Situation.